# Yūsuke Maruhashi
Yūsuke Maruhashi (jap. 丸橋 祐介, Maruhashi Yūsuke; * 2. September 1990 in Osaka, Präfektur Osaka) ist ein ehemaliger japanischer Fußballspieler.

## Karriere
Yūsuke Maruhashi erlernte das Fußballspielen in der Jugendmannschaft von Cerezo Osaka. Hier unterschrieb er 2009 auch seinen ersten Profivertrag. Der Verein aus Osaka, einer Millionenstadt in der Präfektur Osaka, spielte in der zweithöchsten japanischen Liga, der J2 League. Ende 2009 wurde er mit dem Club Vizemeister der Liga und stieg in die erste Liga auf. Nach fünf Jahren in der J1 League musste er mit dem Club Ende 2014 wieder den Weg in die Zweitklassigkeit antreten. 2016 wurde er Tabellenvierter und stieg wieder in die erste Liga auf. 2017 stand er mit Osaka im Finale des J. League Cup und des Emperor’s Cup. Im Endspiel des J. League Cup gewann man mit 2:0 gegen Kawasaki Frontale, das Finale des Emperor’s Cup gewann man mit 2:1 gegen die Yokohama F. Marinos. Nach 394 Ligaspielen für Cerezo wechselte er im Dezember 2022 auf Leihbasis zum thailändischen Erstligisten BG Pathum United FC. Am 20. Mai 2023 stand BG das Endspiel des Thai League Cup. Das Finale wurde gegen Buriram United mit 2:0 verloren. Nach insgesamt 14 Ligaspielen wurde sein Leihvertrag im Sommer 2023 nicht verlängert. Am Ende der Saison 2024 belegte er mit Sagan Tosu den letzten Tabellenplatz und musste somit in die zweite Liga absteigen. Nach dem Abstieg beendete er im Januar 2025 seine Karriere als Fußballspieler.

## Erfolge
Cerezo Osaka
- Japanischer Zweitligavizemeister: 2009 (Vizemeister)  ▲
- Japanischer Pokalsieger: 2017
- Japanischer Ligapokalsieger: 2017
- Japanischer Supercupsieger: 2018

BG Pathum United FC
- Thailändischer Ligapokalfinalist: 2022/23